# إينزو ميو
إينزو ميو (بالفرنسية: Enzo Millot) هو لاعب كرة قدم فرنسي في مركز الوسط، ولد في 17 يوليو 2002 في Lucé, Eure-et-Loir ‏ في فرنسا. شارك مع منتخب فرنسا تحت 17 سنة لكرة القدم.

## وصلات خارجية
- اينزو ميلوت على موقع الاتحاد الأوربي (الإنجليزية)
- اينزو ميلوت على موقع قاعدة بيانات كرة القدم.إي يو (الإنجليزية)
- اينزو ميلوت على موقع Soccerbase.com (لاعب) (الإنجليزية)
- اينزو ميلوت على موقع Soccerway.com (الإنجليزية)
- اينزو ميلوت على موقع عالم كرة القدم.نت (الإنجليزية)
- اينزو ميلوت على موقع اللجنة الأولمبية الدولية (الإنجليزية)